# Друга лига Републике Српске у фудбалу 2010/11.
Друга лига Републике Српске у фудбалу 2010/11. је шеснаесто по реду такмичење Друге лиге Републике Српске у организацији Фудбалског савеза Републике Српске. У сезони 2010/11. се такмичило 28 клубова, по 14 у двије групе, Групи Запад и Групи Исток.

## Резултати групе Запад
- Друга лига Републике Српске у фудбалу — Запад 2010/11.

## Резултати групе Исток
- Друга лига Републике Српске у фудбалу — Исток 2010/11.